# 帝汶姬地鸠
帝汶姬地鳩（學名：Geopelia maugeus）是印度尼西亚小巽他群岛的特有種鸠鸽科。親近於东南亚的斑姬地鸠和澳大利亚新幾內亞的戈氏姬地鸠。

## 分布
本种棲息於低地地區的灌木叢、耕地和林地附近。分布于松巴哇島、弗洛勒斯岛、松巴島、帝汶、塔寧巴爾群島、卡伊群島和其它邻近小島。

## 形态
外型和斑姬地鸠相似，但是眼睛周圍是黃色的，腹部有黑白相間的花紋。